# 汉黛·耶内尔
汉黛·耶内尔（Hande Yener，1973年1月12日—，出生于土耳其的伊斯坦布尔）是一位土耳其流行歌手。她是在土耳其最有名的歌手之一。在过去的十年中，她已经推出了许多不同风格的歌曲，不断扩大土耳其流行乐坛的类型。她的每个专辑都十分受欢迎，她的专辑音乐中经常融入不同的音乐风格、流派和节奏。

## 早年生活
1973年1月12日汉黛·耶内尔生于伊斯坦布尔，中学毕业后她想学温室，但她的父母不同意，然后她开始进入Erenköy女子高中学习。她17岁时从高中辍学并嫁给了Uğur Kulaçoğlu。1991年，生下了她的儿子Çağın Kulaçoğlu。此时她开始跟Erdem Siyavuşgil学习唱歌，并试图联系土耳其歌手Sezen Aksu。

## 欧洲歌唱大赛
2007年在歐洲歌唱大賽在芬兰赫尔辛基的总决赛后两天，汉黛·耶内尔正式宣布她已接洽土耳其国有电视频道TRT，她最初曾表示，他们将在15天内完成合同，她将在塞尔维亚举办的2008年歐洲歌唱大賽演唱一首英文歌曲。
汉黛·耶内尔的代表与TRT进行会谈，希望能够参加2008年的比赛，但后来宣布谈判失败，她被排除在2008年的比赛之外。

## 唱片
- Senden İbaret （2000年）
- Sen Yoluna... Ben Yoluma...（2002年）
- Aşk Kadın Ruhundan Anlamıyor（2004年）
- Apayrı（2006年）
- Nasıl Delirdim?（2007年）
- Hipnoz（2008年）
- Hayrola?（2009年）
- Hande'ye Neler Oluyor?（2010年）
- Teşekkürler（2011年）
- Kraliçe（2012年）